# Cerkiew Narodzenia Matki Bożej w Moskwie (Otradnoje)
Cerkiew Narodzenia Matki Bożej – prawosławna cerkiew w Moskwie, w jurysdykcji eparchii moskiewskiej miejskiej Rosyjskiego Kościoła Prawosławnego.
Cerkiew położona jest na terenie dawnej wsi należącej do rodu bojarskiego Wiejlaminowów i noszącej ukształtowaną od niego nazwę Wieljaminowo. Gdy w 1653 dobra te stały się własnością patriarchy moskiewskiego i całej Rusi Nikona (a później jego następców), przybrały nazwę Władykino, od słowa władyka oznaczającego w języku cerkiewnosłowiańskim m.in. prawosławnego biskupa. Pierwszą cerkiew Narodzenia Matki Bożej na miejscu istniejącej obecnie świątyni wzniósł w 1627 Iwan Szujski; nie była to najstarsza prawosławna budowla sakralna na tym miejscu – wcześniej funkcjonowała tam cerkiew św. Mikołaja.
Drewniana cerkiew Narodzenia Matki Bożej do XIX w. była wielokrotnie odnawiana i przebudowywana. Trzykrotnie służył w niej patriarcha Joachim, dwukrotnie – patriarcha Adrian. Po likwidacji patriarchatu w ramach reform Piotra Wielkiego właścicielem Władykina został arcybiskup pskowski i porchowski Teofan, bliski współpracownik cara, a po jego śmierci – monaster Objawienia Pańskiego w Moskwie. W XIX w. na miejscu drewnianej świątyni wzniesiono obiektu murowany. W 1859 poświęcił go metropolita moskiewski Filaret. Szeroko zakrojone prace remontowe przeprowadził w końcu tego samego stulecia proboszcz miejscowej parafii, ks. Joann Protopopow.
Obiekt pozostawał czynny przez cały okres ZSRR.
Na wyposażeniu świątyni pozostają siedemnastowieczne ikony Chrystusa Zbawiciela, Smoleńska Ikona Matki Bożej (czczona jako cudotwórcza), Kazańska Ikona Matki Bożej oraz szesnastowieczny wizerunek św. Mikołaja i powstała w tym samym stuleciu ikona patronalna.
Z cerkwią związani byli trzej nowomęczennicy rosyjscy – ks. Jan Chrustalew, protodiakon Sergiusz Stanisławlew oraz lektor Mikołaj Niekrasow.